# Agustín Palavecino
Agustín Palavecino Lamela (Florida, 9 novembre 1996) è un calciatore argentino, centrocampista del Necaxa in prestito dal River Plate.

## Carriera
Ha giocato nella seconda divisione argentina e nella prima divisione dei campionati colombiano e argentino.

## Statistiche

### Presenze e reti nei club
Statistiche aggiornate al 26 luglio 2025.
| Stagione              | Squadra               | Campionato            | Campionato | Campionato | Coppe nazionali | Coppe nazionali | Coppe nazionali | Coppe continentali | Coppe continentali | Coppe continentali | Altre coppe | Altre coppe | Altre coppe | Totale | Totale |
| Stagione              | Squadra               | Comp                  | Pres       | Reti       | Comp            | Pres            | Reti            | Comp               | Pres               | Reti               | Comp        | Pres        | Reti        | Pres   | Reti   |
| --------------------- | --------------------- | --------------------- | ---------- | ---------- | --------------- | --------------- | --------------- | ------------------ | ------------------ | ------------------ | ----------- | ----------- | ----------- | ------ | ------ |
| 2015                  | Platense              | BN                    | 24         | 2          | CA              | 0               | 0               | -                  | -                  | -                  | -           | -           | -           | 24     | 2      |
| 2016                  | Platense              | BN                    | 13         | 1          | CA              | 0               | 0               | -                  | -                  | -                  | -           | -           | -           | 13     | 1      |
| 2016-2017             | Platense              | BN                    | 19         | 0          | CA              | 0               | 0               | -                  | -                  | -                  | -           | -           | -           | 19     | 0      |
| 2017-2018             | Platense              | BN                    | 31         | 2          | CA              | 3               | 0               | -                  | -                  | -                  | -           | -           | -           | 34     | 2      |
| 2018-2019             | Platense              | BN                    | 14         | 3          | CA              | 0               | 0               | -                  | -                  | -                  | -           | -           | -           | 14     | 3      |
| Totale Platense       | Totale Platense       | Totale Platense       | 101        | 8          |                 | 3               | 0               |                    | -                  | -                  |             | -           | -           | 104    | 8      |
| 2019                  | Deportivo Cali        | A                     | 26+12      | 3+1        | CC              | 6               | 0               | CS                 | 2                  | 0                  | -           | -           | -           | 46     | 4      |
| 2020                  | Deportivo Cali        | A                     | 16+2+1     | 9+0+1      | CC              | 0               | 0               | CS                 | 6                  | 3                  | -           | -           | -           | 25     | 13     |
| gen.-feb. 2021        | Deportivo Cali        | A                     | 3          | 2          | CC              | 0               | 0               | -                  | -                  | -                  | -           | -           | -           | 3      | 2      |
| Totale Deportivo Cali | Totale Deportivo Cali | Totale Deportivo Cali | 45+14+1    | 14+1+1     |                 | 6               | 0               |                    | 8                  | 3                  |             | -           | -           | 74     | 19     |
| 2021                  | River Plate           | PD                    | 22         | 4          | CA+CdL          | 2+12            | 0+1             | CL                 | 7                  | 0                  | SA+TdC      | 1+1         | 0+0         | 45     | 5      |
| 2022                  | River Plate           | PD                    | 24         | 3          | CA+CdL          | 4+12            | 2+0             | CL                 | 6                  | 1                  | -           | -           | -           | 46     | 6      |
| 2023                  | River Plate           | PD                    | 20         | 1          | CA+CdL          | 2+7             | 0+1             | CL                 | 7                  | 0                  | TdC         | 0           | 0           | 36     | 2      |
| gen.-lug. 2024        | River Plate           | PD                    | 2          | 0          | CA+CdL          | 1+4             | 0+0             | CL                 | 1                  | 0                  | SA          | 0           | 0           | 8      | 0      |
| Totale River Plate    | Totale River Plate    | Totale River Plate    | 68         | 8          |                 | 44              | 4               |                    | 21                 | 1                  |             | 2           | 0           | 135    | 13     |
| 2024-2025             | Necaxa                | PD                    | 34+2       | 7+1        | -               | -               | -               | -                  | -                  | -                  | LC          | 3           | 1           | 39     | 9      |
| gen.-lug. 2025        | Pachuca               | PD                    | 0          | 0          | -               | -               | -               | -                  | -                  | -                  | CmC         | 3           | 0           | 3      | 0      |
| 2025-2026             | Necaxa                | PD                    | 3          | 1          | -               | -               | -               | -                  | -                  | -                  | LC          | 0           | 0           | 3      | 1      |
| Totale Necaxa         | Totale Necaxa         | Totale Necaxa         | 37+2       | 8+1        |                 | -               | -               |                    | -                  | -                  |             | 3           | 1           | 42     | 10     |
| Totale carriera       | Totale carriera       | Totale carriera       | 268        | 41         |                 | 53              | 4               |                    | 29                 | 4                  |             | 8           | 1           | 358    | 50     |

## Palmarès

### Club

#### Competizioni nazionali
- Primera B Metropolitana: 1

Platense: 2017-2018
- Campionato argentino: 2

River Plate: 2021, 2023
- Supercopa Argentina: 2

River Plate: 2019, 2023
- Trofeo de Campeones de la Liga Profesional: 2

River Plate: 2021, 2023